# (11900) Spinoy
(11900) Spinoy (1991 LV2) – planetoida z pasa głównego asteroid okrążająca Słońce w ciągu 3,74 lat w średniej odległości 2,41 j.a. Odkryta 6 czerwca 1991 roku.